# Kanton Nive-Adour
 Nive-Adour  is een kanton van het Franse departement Pyrénées-Atlantiques. Het kanton maakt deel uit van het arrondissement  Bayonne.  

 Het telt 26.888 inwoners in 2018.

Het kanton  werd gevormd ingevolge het decreet van 25  februari 2014 met uitwerking op 22 maart 2015 met Mouguerre als hoofdplaats.

## Gemeenten
Het kanton Nive-Adour omvat  volgende 10 gemeenten :
- Bardos
- Briscous
- Guiche
- Lahonce
- Mouguerre
- Saint-Pierre-d'Irube
- Sames
- Urcuit
- Urt
- Villefranque